# Eugenio Gradabosco
Eugenio Gradabosco (Torino, 3 dicembre 1968) è un attore italiano, nel 2010 è stato il Cuoco Zibibbo nella Melevisione, un programma per bambini di Rai 3.

## Biografia
Eugenio inizia a formarsi alla Scuola di Recitazione del TSP Torino Spettacoli (Teatro Stabile Privato di Pubblico Interesse), frequentando in seguito laboratori anche a Roma, Milano, Vicenza, corsi di doppiaggio, di regia e di canto, danza e scherma.
Ha preso parte ai film L'uomo sulla strada di Gianluca Mangiasciutti, La vita possibile con Margherita Buy e Valeria Golino e Una donna scomoda con Barbara D'Urso, alla fiction Tango della libertà con Alessandro Preziosi, Anna Valle e Rocio Munoz Morales, La classe degli asini con Flavio Insinna e Vanessa Incontrada e  Il bene e il male con Gianmarco Tognazzi, a Lo smemorato di Collegno (Maurizio Zaccaro) e a Le ragazze dello swing; nonché alle sit-com Piloti con Enrico Bertolino e Max Tortora, e Camera Café con Luca e Paolo.
A teatro ha recitato in King Learn-ed (Lo strappo) per la regia di Oliviero Corbetta, Le Iene di Quentin Tarantino, I ragazzi irresistibili, La strana coppia, A piedi nudi nel parco e Andy e Norman di Neil Simon, Americani (Glengarry-Glen Ross) di David Mamet con traduzione di Luca Barbareschi, Sei personaggi in cerca d'autore e Così è se vi pare di Luigi Pirandello, L'isola di Neville di Tim Firth, Il calapranzi di Harold Pinter e Provaci ancora, Sam di Woody Allen, con la Compagnia Lewis & Clark; si è cimentato in classici come Miles gloriosus - Il soldato fanfarone, Pseudolus - L'imbroglione e Menecmi - La commedia dei gemelli da Plauto e Alcesti da Euripide con Torino Spettacoli Teatro Stabile Privato.

## Filmografia

### Cinema
- La vita possibile, regia di Ivano De Matteo (2016)
- L'uomo sulla strada, regia di Gianluca Mangiasciutti (2022)

### Televisione
- Un colpo al cuore, regia di Alessandro Benvenuti - film TV (2000)
- Mozart è un assassino, regia di Sergio Martino - film TV (2002)
- Io sono un vampiro, regia di Max Ferro - film TV (2002)
- Cuori rubati - soap opera TV, 1 episodio (2002)
- L'ultimo rigore, regia di Sergio Martino - miniserie TV (2002)
- Camera Café - sitcom TV, episodio 2x228 (2004)
- Don Bosco, regia di Lodovico Gasparini - miniserie TV (2004)
- Una donna scomoda, regia di Sergio Martino - film TV (2004)
- Sospetti - serie TV (2005)
- Lo smemorato di Collegno, regia di Maurizio Zaccaro - miniserie TV (2009)
- Il mostro di Firenze, regia di Antonello Grimaldi - miniserie TV (2009)
- Il bene e il male - serie TV (2009)
- Melevisione - programma TV (2010)
- Le ragazze dello swing, regia di Maurizio Zaccaro - miniserie TV (2010)
- L'amore non basta (quasi mai...), regia di Antonello Grimaldi - miniserie TV (2011)
- Provaci ancora prof! - serie TV, episodio 5x01 (2013)
- Un matrimonio, regia di Pupi Avati - miniserie TV (2013-2014)
- Blind Fate - web serie (2015)
- Rocco Schiavone - serie TV, episodio 1x01 (2016)
- La classe degli asini, regia di Andrea Porporati - film TV (2016)
- Tango per la libertà, regia di Alberto Negrin - miniserie TV (2016)
- M - "Il caso Moro" - - programma TV (2018)
- Helikon - web serie (2019)
- La strada di casa - serie TV, episodio 2x02 (2019)
- La fabbrica del sogno, regia di Max Chicco - film TV (2020)
- I topi - serie TV, episodio 2x03 (2020)
- La legge di Lidia Poët - serie TV, episodio 1x06 (2023)

## Teatro
- Macbeth #homoinstabilis da Shakespeare e Verdi, regia Matteo Anselmi e Giuseppe Raimondo
- Questa storia sbagliata, racconto di un femminicidio di Antonella Caprio, regia Eugenio Gradabosco. Spettacolo insignito della medaglia d'argento al merito civile
- La favola de' tre gobbi di Carlo Goldoni, regia Enrico Fasella.
- Re Lear - Lo strappo di William Shakespeare, regia di Oliviero Corbetta.
- Hot & Hat Omaggio a Samuel Beckett, regia di Enrico Fasella.
- Sha Mat (La battaglia degli scacchi), regia di Oliviero Corbetta
- Addio al celibato di Stefano Fiorillo, regia di Giorgio Perona
- Nuvole barocche di Di Luca, Setti, Stano, regia di Vito Jr Battista
- Arsenico e vecchi merletti, di Joseph Kesselring, regia di Giancarlo Zanetti, messa in scena di Adriana Innocenti e Piero Nuti
- Menecmi di Plauto, drammaturgia e regia di Girolamo Angione
- Miles gloriosus di Plauto, drammaturgia e regia di Girolamo Angione
- Pseudolus di Plauto, drammaturgia e regia di Girolamo Angione
- Schiuma da barba e biberon, scritto e diretto da Giorgio Perona
- Assemblea condominiale di Gerard Darier, regia di Maurizio Colombi
- Così è (se vi pare) di Luigi Pirandello, regia di Franco Abba
- Le iene di Quentin Tarantino, regia di Ivan Fabio Perna
- L'isola di Neville di Tim Firth, regia di Ivan Fabio Perna
- I moschettieri di Alexandre Dumas, regia di Antonio Villella
- Sei personaggi in cerca di un cadavere, scritto e diretto da Ivano Fabio Perna
- I ragazzi irresistibili di Neil Simon, regia di Ivan Fabio Perna
- Americani di David Mamet, regia di Ivan Fabio Perna
- L'Alcesti a casa di Silvia Plath da Euripide, drammaturgia di Girolamo Angione
- Ragazzi alla guerra di Troia da Iliade, drammaturgia di Girolamo Angione
- Sei personaggi in cerca d'autore di Luigi Pirandello, regia di Franco Abba e Mauro Stante
- I suoni del giallo, regia di Pasquale Buonarota
- Andy & Norman di Neil Simon, regia di Ivan Fabio Perna
- Il calapranzi di Harold Pinter, regia di Ivan Fabio Perna
- Ti ricordi Broadway? Cole Porter songbook, musical con Lil Darling, regia di Renato Liprandi
- La strana coppia di Neil Simon, regia di Ivan Fabio Perna
- Dio salvi la Scozia di Nicola Manzari, regia di Franco Urban
- A piedi nudi nel parco di Neil Simon, regia di Ivan Fabio Perna
- Non so se tu sai che io so, regia di David Conati (2023-2024)